# Sagittaria lunata
Sagittaria lunata är en svaltingväxtart som beskrevs av C.D.Preston och Uotila. Sagittaria lunata ingår i släktet pilbladssläktet, och familjen svaltingväxter. Inga underarter finns listade.